# Nation Peak
Nation Peak är en bergstopp i Kanada.   Den ligger i provinsen British Columbia, i den centrala delen av landet, 3 800 km väster om huvudstaden Ottawa. Toppen på Nation Peak är 2 286 meter över havet, eller 8 meter över den omgivande terrängen. Bredden vid basen är 0,15 km.
Terrängen runt Nation Peak är kuperad åt nordväst, men åt sydost är den bergig. Trakten runt Nation Peak är nära nog obefolkad, med mindre än två invånare per kvadratkilometer.. Det finns inga samhällen i närheten.
Omgivningarna runt Nation Peak är i huvudsak ett öppet busklandskap.